# Rezystywność
Rezystywność (opór elektryczny właściwy) – wielkość charakteryzująca materiały pod względem przewodnictwa elektrycznego. Rezystywność jest zazwyczaj oznaczana jako {\displaystyle \rho } (mała grecka litera rho).
Jednostką rezystywności w układzie SI jest om⋅metr (Ω·m), inaczej omometr.

## Definicja
Rezystywność {\displaystyle \rho } wiąże gęstość prądu elektrycznego z natężeniem pola elektrycznego w materiale:
{\displaystyle {\vec {E}}=\rho {\vec {j}},}
gdzie:
{\displaystyle {\vec {j}}} – gęstość prądu elektrycznego,
{\displaystyle {\vec {E}}} – natężenie pola elektrycznego.

### W jednorodnym materiale izotropowym
W przypadku jednorodnego materiału izotropowego kierunki prądu elektrycznego, gęstości prądu i pola elektrycznego pokrywają się. Gdy gęstość prądu jest proporcjonalna do natężenia przyłożonego pola (materiał spełnia prawo Ohma) rezystywność jest stała i wynosi
{\displaystyle \rho ={\frac {E}{j}}.}
Odwrotność tej wielkości to konduktywność.
Rezystywność określa wtedy zależność rezystancji (oporu) materiału od jego wymiarów:
{\displaystyle R=\rho {\frac {l}{S}}.}
Z czego wynika:
{\displaystyle \rho ={\frac {RS}{l}},}
gdzie:
{\displaystyle R} – rezystancja (opór),
{\displaystyle S} – pole przekroju poprzecznego elementu,
{\displaystyle l} – długość elementu.
Gdy gęstość prądu i natężenie pola elektrycznego nie są do siebie proporcjonalne (materiał nie spełnia prawa Ohma) rezystywność można określić jako:
{\displaystyle \sigma ={\frac {dE}{dj}}.}
Nazywa się ją wtedy rezystywnością różniczkową. Zależność natężenia pola elektrycznego od gęstości prądu nazywa się charakterystyką napięciowo-prądową danego materiału. Zależność ta jest różna dla różnych materiałów i charakterystyczna dla konkretnego materiału.

### W zmiennym polu elektrycznym
W przemiennym polu elektrycznym prąd może być przesunięty w fazie względem przyłożonego pola elektrycznego. Zależność pomiędzy gęstością prądu i natężeniem pola elektrycznego opisać można wtedy za pomocą rezystywności zespolonej, opisującej zarówno przewodnictwo elektryczne, jak i zjawiska związane z polaryzacją dielektryczną
{\displaystyle {\vec {E}}(\omega )=\rho (\omega ){\vec {j}}(\omega )=(\rho '(\omega )+i\rho ''(\omega )){\vec {j}}(\omega ),}
gdzie:
{\displaystyle i} – jednostka urojona,
{\displaystyle \rho (\omega )} – rezystywność zespolona,
{\displaystyle \rho '} – część rzeczywista odpowiedzialna za pole elektryczne zgodne w fazie z płynącym prądem,
{\displaystyle \rho ''} – część urojona, odpowiedzialna za pole elektryczne przesunięte w fazie do płynącego prądu.

### Przypadek ogólny
W materiałach anizotropowych kierunek pola elektrycznego nie musi być zgodny z kierunkiem płynącego prądu. Rezystywność jest wtedy tensorem, a zależność między natężeniem pola elektrycznego a gęstością prądu ma postać
{\displaystyle {\vec {E}}={\hat {\rho }}{\vec {j}}.}

## Podział substancji ze względu na opór właściwy
Ze względu na opór właściwy ciała dzieli się na następujące grupy:
- metale, będące bardzo dobrymi przewodnikami (opór właściwy rzędu 10−8 Ω·m),
- półprzewodniki (10−6 Ω·m),
- izolatory (ponad 1010 Ω·m).

Granice te są umowne, w różnych dziedzinach techniki i fizyki używa się różnych.

## Zależność oporu właściwego od temperatury
Rezystywność jest wielkością zależną od temperatury.
Opór właściwy metali przy wzroście temperatury rośnie na skutek zmniejszenia ruchliwości elektronów, w różnym stopniu dla różnych metali. Jedynie niewielki wzrost występuje w stopach oporowych o specjalnym składzie. Wartość oporu właściwego metali w bardzo niskich temperaturach zależy w dużym stopniu od jego czystości. Niewielkie domieszki mogą silnie zmienić opór właściwy przewodników w pobliżu zera bezwzględnego.
W półprzewodnikach samoistnych wraz ze wzrostem temperatury rezystywność maleje.
W niektórych materiałach w pewnej temperaturze, zwanej temperaturą przejścia, opór właściwy spada gwałtownie do zera i przechodzą one w stan nadprzewodnictwa. Zależność taka jest typowa dla bardzo wielu metali i stopów.

## Rezystywność różnych materiałów
| materiał  | rezystywność (Ω·m) |
| srebro    | 1,59×10−8          |
| miedź     | 1,72×10−8          |
| złoto     | 2,44×10−8          |
| aluminium | 2,82×10−8          |
| wolfram   | 5,60×10−8          |
| nikiel    | 6,99×10−8          |
| żelazo    | 10×10−8            |
| cyna      | 10,9×10−8          |
| platyna   | 11×10−8            |
| ołów      | 22×10−8            |
| nichrom   | 150×10−8           |
| węgiel    | 3,5×10−5           |
| german    | 0,46               |
| krzem     | 640                |
| szkło     | 10–1014            |
| guma      | około 1013         |
| siarka    | 1015               |